# Kamerun na letnich igrzyskach olimpijskich
Reprezentacja Kamerunu na letnich igrzyskach olimpijskich po raz pierwszy wystartowała podczas igrzysk w Tokio 1964 roku. Wtedy to reprezentacja Kamerunu składała się z jednego zawodnika. Pierwszym sportowcem, który wywalczył dla Kamerunu pierwszy olimpijski medal był Joseph Bessala. Najwięcej medali jak dotąd zdobyła Françoise Mbango Etone (2 złote).

## Klasyfikacja medalowa
| Miejsce             | Złoto | Srebro | Brąz | Razem |
| ------------------- | ----- | ------ | ---- | ----- |
| 1964 Tokio          | 0     | 0      | 0    | 0     |
| 1968 Meksyk         | 0     | 1      | 0    | 1     |
| 1972 Monachium      | 0     | 0      | 0    | 0     |
| 1976 Montreal       | 0     | 0      | 0    | 0     |
| 1980 Moskwa         | 0     | 0      | 0    | 0     |
| 1984 Los Angeles    | 0     | 0      | 1    | 1     |
| 1988 Seul           | 0     | 0      | 0    | 0     |
| 1992 Barcelona      | 0     | 0      | 0    | 0     |
| 1996 Atlanta        | 0     | 0      | 0    | 0     |
| 2000 Sydney         | 1     | 0      | 0    | 1     |
| 2004 Ateny          | 1     | 0      | 0    | 1     |
| 2008 Pekin          | 1     | 0      | 0    | 1     |
| 2012 Londyn         | 0     | 0      | 1    | 0     |
| 2016 Rio de Janeiro | 0     | 0      | 0    | 0     |
| 2020 Tokio          | 0     | 0      | 0    | 0     |

## Medaliści letnich igrzysk olimpijskich z Kamerunu

### Złote medale
| Zawodnik | Dyscyplina sportowa | Konkurencja      | Igrzyska    |
| --- | ------------------- | ---------------- | ----------- |
| Patrice Abanda Nicolas Alnoudji Clément Beaud Daniel Bekono Serge Branco Joël Epalle Lauren Etame Mayer Samuel Eto’o Idriss Carlos Kameni Modeste M'bami Patrick M’Boma Albert Meyong Serge Mimpo Daniel Ngom Kome Aaron Nguimbat Geremi Njitap Patrick Suffo Pierre Womé | Piłka nożna         | Turniej mężczyzn | Sydney 2000 |
| Françoise Mbango Etone | Lekkoatletyka       | Trójskok kobiet  | Ateny 2004  |
| Françoise Mbango Etone | Lekkoatletyka       | Trójskok kobiet  | Pekin 2008  |

### Srebrne medale
| Zawodnik       | Dyscyplina sportowa | Konkurencja     | Igrzyska    |
| -------------- | ------------------- | --------------- | ----------- |
| Joseph Bessala | Boks                | Waga półśrednia | Meksyk 1968 |

### Brązowe medale
| Zawodnik             | Dyscyplina sportowa  | Konkurencja     | Igrzyska         |
| -------------------- | -------------------- | --------------- | ---------------- |
| Martin Ndongo Ebanga | Boks                 | Waga półśrednia | Los Angeles 1984 |
| Madias Nzesso        | Podnoszenie ciężarów | do 75 kg        | Londyn 2012      |

## Medale według dyscyplin sportowych
| Klasyfikacja medalowa | Klasyfikacja medalowa | Klasyfikacja medalowa | Klasyfikacja medalowa | Klasyfikacja medalowa | Klasyfikacja medalowa |
| --------------------- | --------------------- | --------------------- | --------------------- | --------------------- | --------------------- |
| Miejsce               | Dyscyplina            | Złoto                 | Srebro                | Brąz                  | Razem                 |
| 1.                    | Lekkoatletyka         | 2                     | 0                     | 0                     | 2                     |
| 2.                    | Piłka nożna           | 1                     | 0                     | 0                     | 1                     |
| 3.                    | Boks                  | 0                     | 1                     | 1                     | 2                     |
| 4.                    | Podnoszenie ciężarów  | 0                     | 0                     | 1                     | 1                     |